# Aguaviva (Teruel)

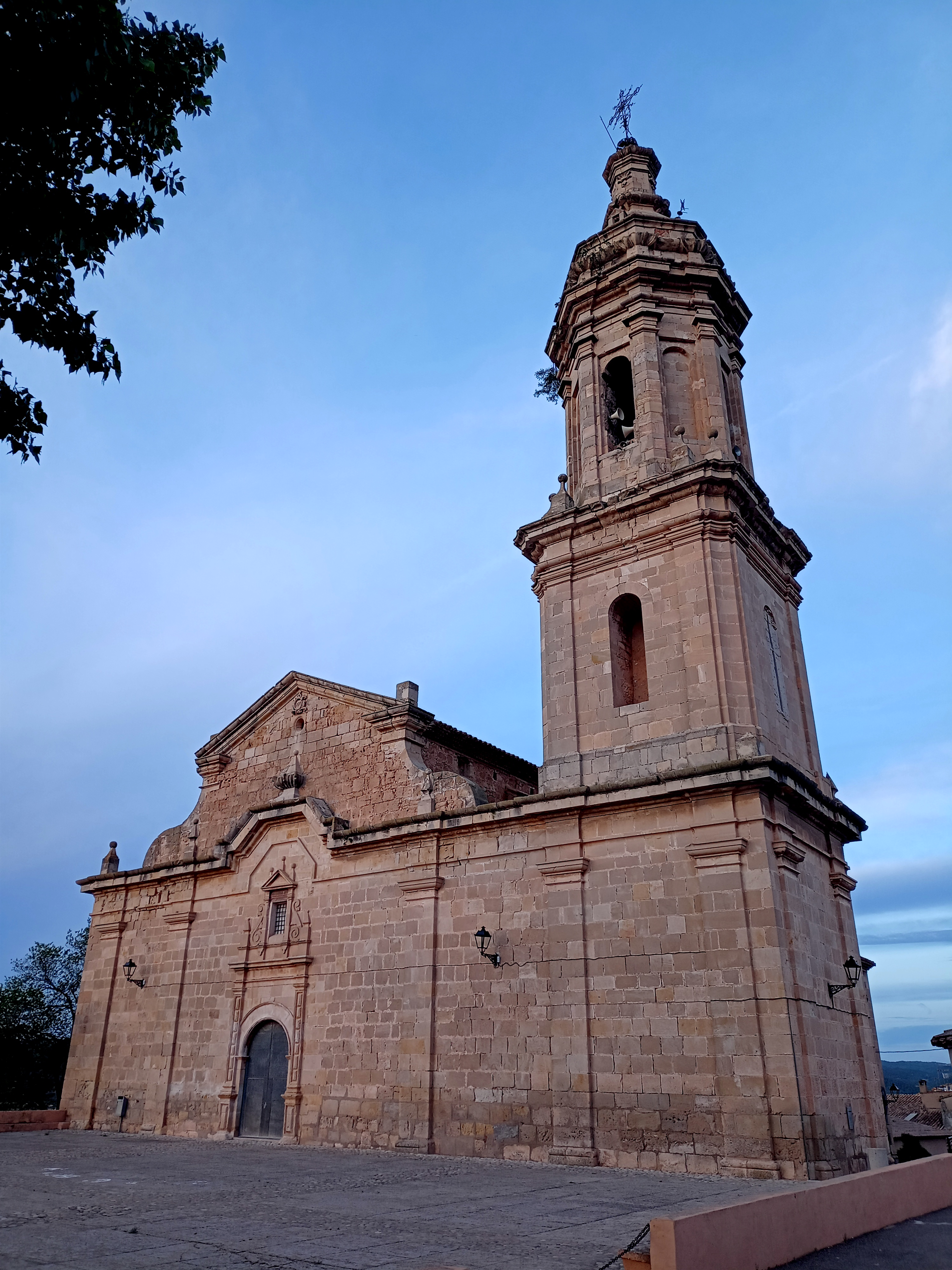
Iglesia de San Lorenzo de Aguaviva

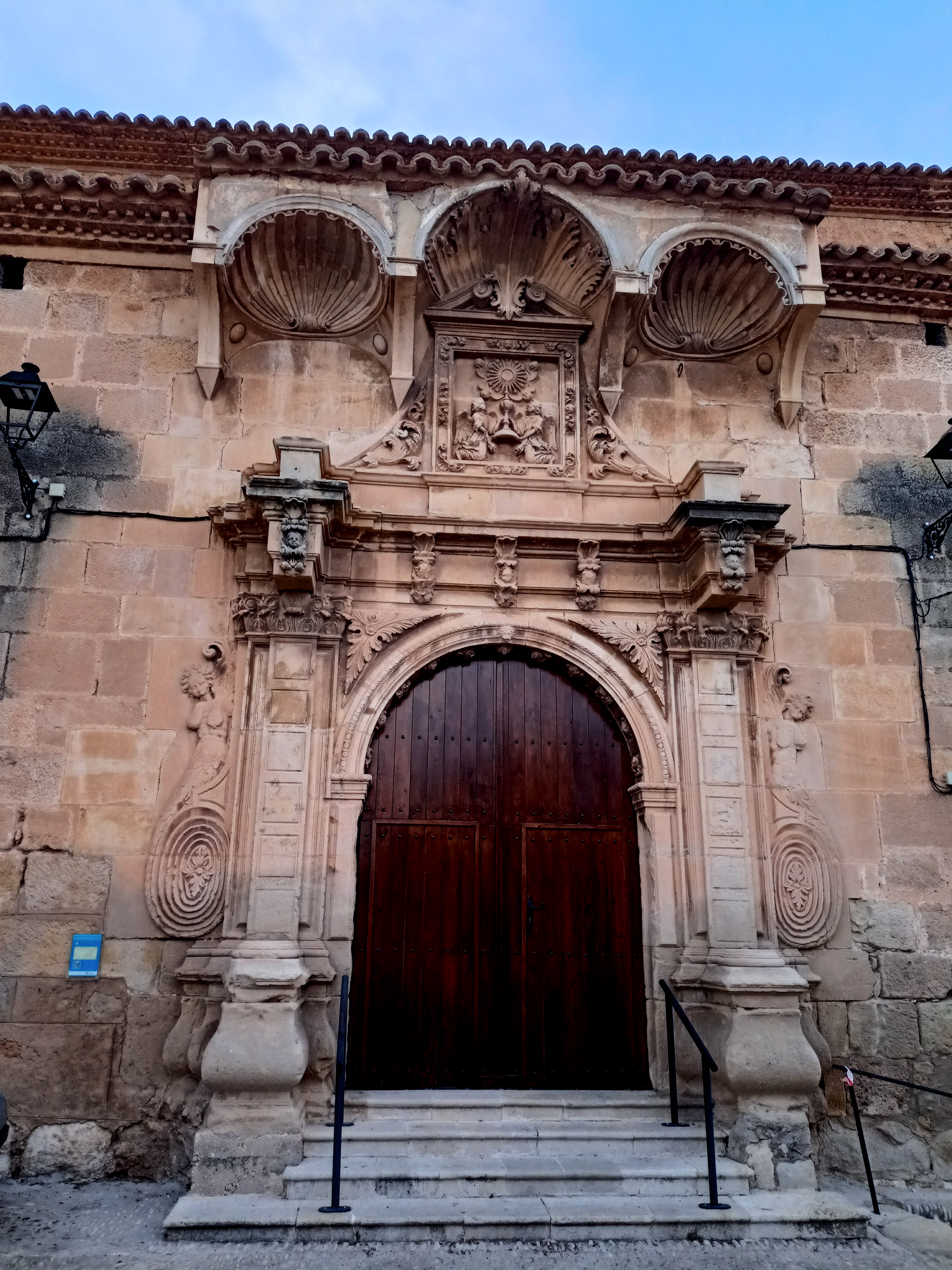
Portada barroca de la iglesia

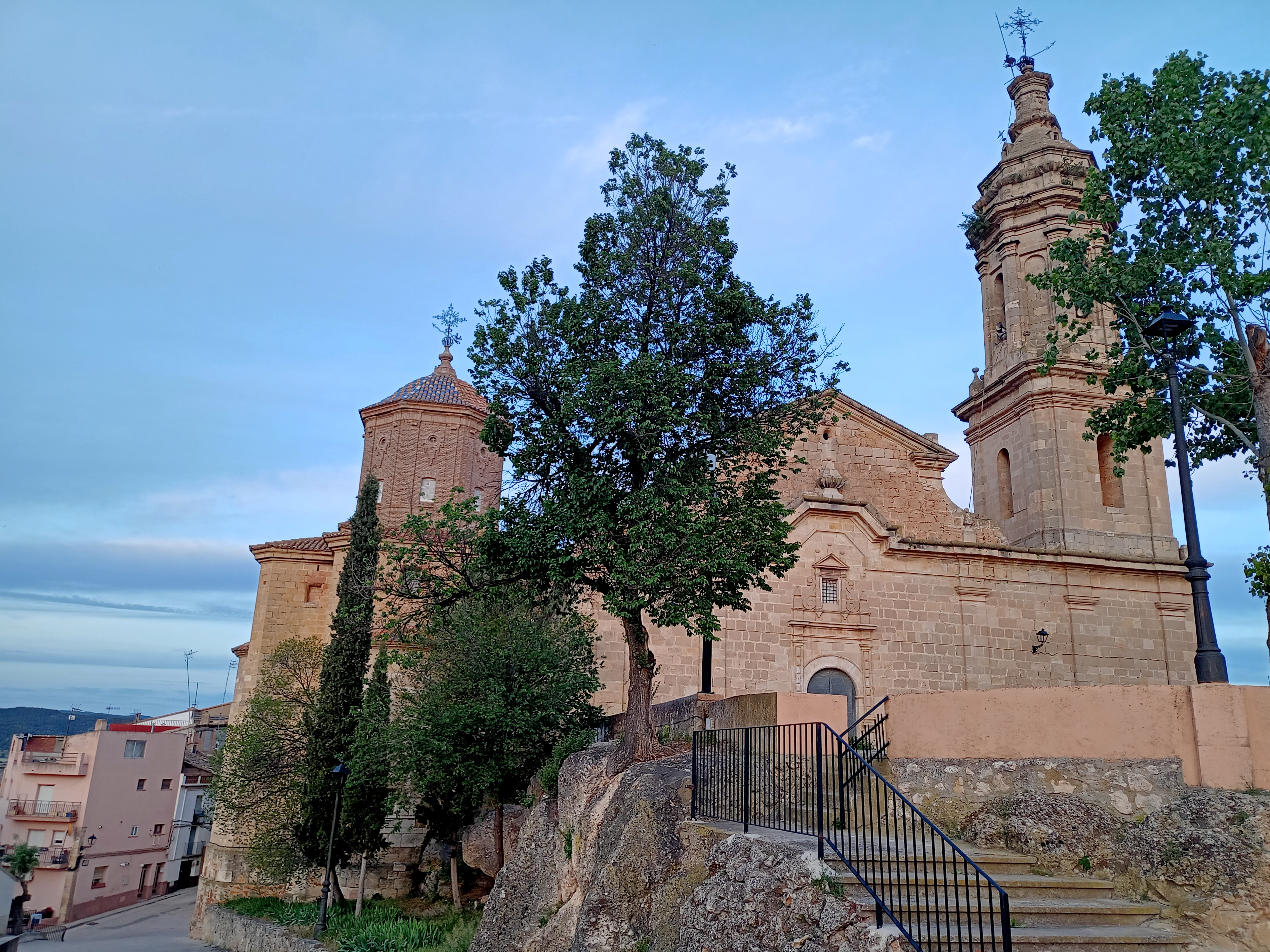
Frontal de la iglesia

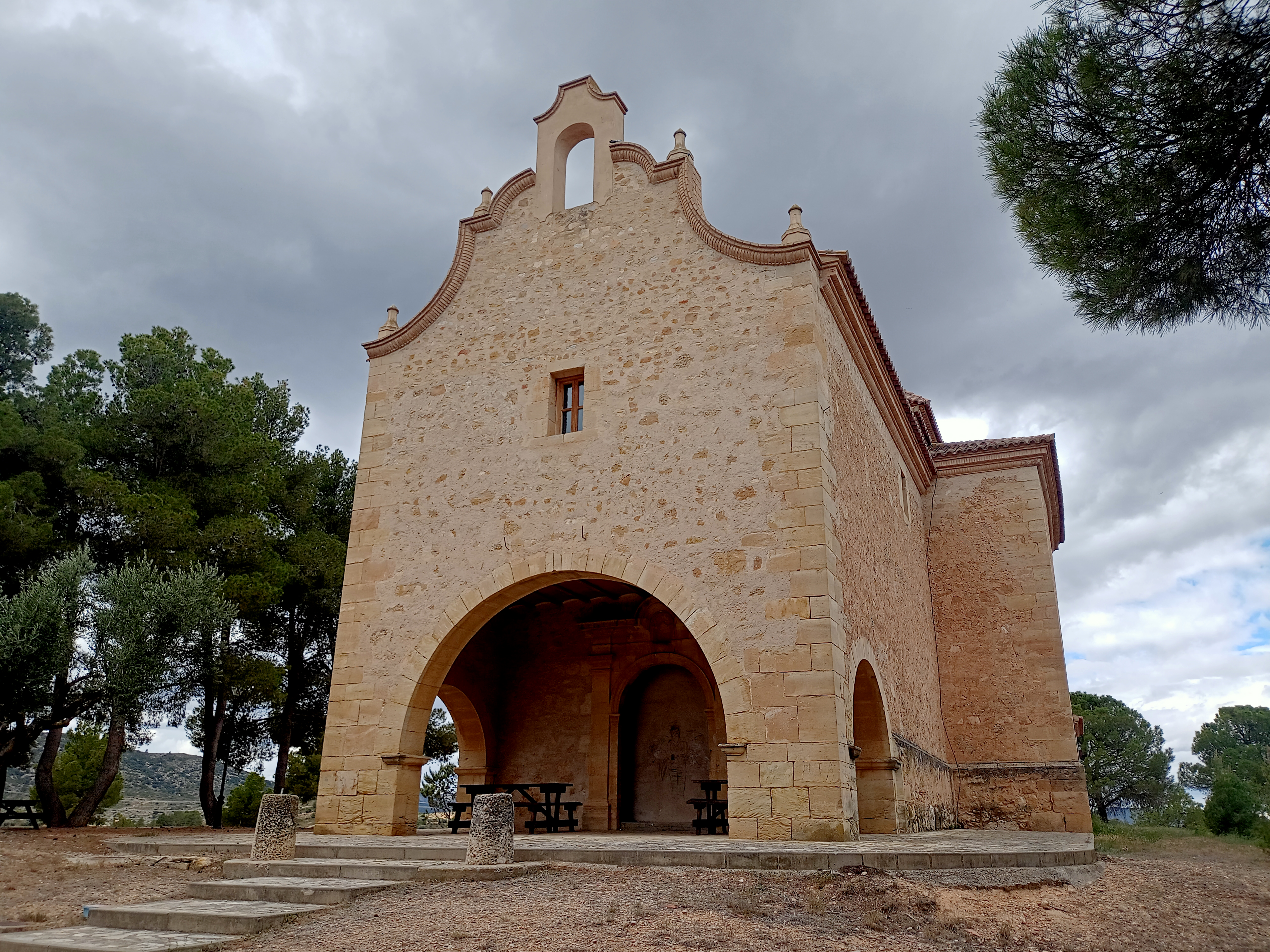
Ermita de Santa Bárbara

Aguaviva (Aiguaviva de Bergantes en catalán) es una localidad y municipio de la provincia de Teruel, en la comunidad de Aragón, España, conocido también como Aiguaiva, en habla local (variedad de valenciano ), y Aiguaviva de Bergantes, por el río Bergantes. Aguaviva pertenece a la comarca del Bajo Aragón.

## Historia
En el valle que ocupa el término de Aguaviva hay presencia humana desde la fase del Bronce Medio-Pleno (1600-900 a. C.). Pasaron los celtíberos y romanos pero solo con la llegada musulmana a la península, terminarían apareciendo un núcleo poblacional en la margen derecha del río Guadalope, la llamada Vecindell, primer antecedente del actual municipio. Desde el siglo XII el territorio musulmán local, del valle con Mas de las Matas, La Ginebrosa etc. es conocido con el nombre de Kamaron. Conforme avanza la reconquista, es La Ginebrosa la población que domina la zona, en detrimento de Kamaron, suponiendo ello la adquisición de lugares como Vecindell.
Terminada la reconquista, se creó la Encomienda de Camarón dependiente de la Orden de Calatrava que defendía el Bajo Aragón frente a los musulmanes. A la zona llegan otras órdenes militares como la Orden del Temple o más tarde la Orden del Hospital, que se instalaron administrativamente en la vecina Castellote. La mención más antigua consultada del término Aguaviva, con el mismo nombre con el que se le conoce setecientos años después, está en un documento fechado en 1319, documento que detalla la existencia en Aguaviva de cinco caballeros templarios que procedían de Castellote.
La caída de la Orden del Temple supuso el traspaso de sus bienes a la Orden de San Juan, decretado por el Papa Juan XXII en 1319, y tuvo como consecuencia en 1366 el mandato de construir la primera iglesia documentada en Aguaviva, reconociéndose en ella Aguaviva como «lugar». Se puede hablar ya entonces de la independencia eclesiástica de Aguaviva respecto de La Ginebrosa. Pero es en el año 1611 cuando se separó definitivamente, junto con Mas de las Matas, de La Ginebrosa, según documento firmado en el año 1614 en Aguaviva.
La sublevación de Cataluña de 1640, supuso que la zona fuese lugar de paso de tropas y suministro de provisiones. Más tarde, en la Guerra de Sucesión (1701-1714), el municipio apoyó al monarca borbón, Felipe V, ganado así el título de fiel, el uso del timbre de la Flor de Lis en su escudo de armas, un día de mercado al mes y la relevación de quintos y alojamientos.
En el siglo XVIII, la dinastía borbona implantó una nueva forma de organización política, judicial y administrativa en el Bajo Aragón conocida como corregimientos. Aguaviva perteneció al Corregimiento de Alcañiz. En asuntos de administración, hubo diferentes procesos judiciales, como el derecho de propuesta del oficio de alcalde, hasta 1732 nombrados por los comendadores; los contenciosos por los derechos de riego y azudes; la construcción de molino propio, etc. En 1753 en un cartulario de beneficios que se le otorgaban a la iglesia de San Lorenzo de Aguaviva, aparece el primer sello de la localidad.
El siglo XIX se inicia con la Guerra de la Independencia, y tras ello, la llegada del carlismo al Bajo Aragón. El consiguiente dominio carlista de la zona tuvo como consecuencia el surgimiento de numerosos enfrentamientos, de entre los cuales cabe destacar la batalla de Aguaviva, que se llevó a cabo en 1839 en este término municipal y que dio la victoria a los liberales isabelinos. En 1834, período de dominio carlista, Aguaviva se constituyó como Ayuntamiento.
Ya en el siglo XX, apareció el Centro Republicano de Aguaviva, uno de los números colectivos republicanos del Bajo Aragón que abogaban por la República, que llegó en 1931. La segunda república, breve, fue un periodo político muy problemático que terminó con el estallido de la guerra civil de 1936-1939. Aguaviva quedó situada en el frente de la zona republicana, teniendo por ello un papel relevante durante el conflicto al ser un lugar de paso camino del frente en el valle del Ebro y Teruel. Durante la guerra cabe destacar la creación de la colectividad de Aguaviva y el bombardeo de la aviación italiana el 13 de marzo de 1938. Luego vinieron los años del régimen dictatorial del general Franco (1939-1975), al que sucedió el régimen de la monarquía de partidos según la  constitución del 1978.

## Geografía
El término municipal, de una extensión de 42,15 km², tiene forma triangular donde los ríos Guadalope y Bergantes son dos de sus lados y el otro, al sur, cerros y montañas suaves que dan a los valles del barranco de las Parras y las estribaciones de las sierra del Maestrazgo. En el sur del municipio abundan los bosques naturales (pinos, encinas, enebros, frondosas, etc.) y los espacios abiertos que ocupan 2515 hectáreas, esto es, el 59 % del uso del suelo. El punto más elevado se corresponde con el paraje de La Tornera, a 926 m s. n. m. y el más bajo con la confluencia de los ríos Guadalope y su afluente el Bergantes, unos 450 m s. n. m. La población está a unos 530 m s. n. m. 
Limita con los términos municipales de Castellote, Mas de las Matas, La Ginebrosa, Zorita del Maestrazgo y Las Parras de Castellote.

### Clima
El clima es de tipo mediterráneo poco lluvioso, de inviernos fríos y veranos calurosos. En Aguaviva, los veranos son cortos, calurosos y mayormente despejados; los inviernos son largos, muy frío, ventosos y parcialmente nublados y está seco durante todo el año. Durante el transcurso del año, la temperatura generalmente varía de 2 °C a 30 °C y rara vez baja a menos de -3 °C o sube a más de 34 °C.
| Parámetros climáticos promedio de Aguaviva | Parámetros climáticos promedio de Aguaviva | Parámetros climáticos promedio de Aguaviva | Parámetros climáticos promedio de Aguaviva | Parámetros climáticos promedio de Aguaviva | Parámetros climáticos promedio de Aguaviva | Parámetros climáticos promedio de Aguaviva | Parámetros climáticos promedio de Aguaviva | Parámetros climáticos promedio de Aguaviva | Parámetros climáticos promedio de Aguaviva | Parámetros climáticos promedio de Aguaviva | Parámetros climáticos promedio de Aguaviva | Parámetros climáticos promedio de Aguaviva | Parámetros climáticos promedio de Aguaviva |
| Mes                                        | Ene.                                       | Feb.                                       | Mar.                                       | Abr.                                       | May.                                       | Jun.                                       | Jul.                                       | Ago.                                       | Sep.                                       | Oct.                                       | Nov.                                       | Dic.                                       | Anual                                      |
| ------------------------------------------ | ------------------------------------------ | ------------------------------------------ | ------------------------------------------ | ------------------------------------------ | ------------------------------------------ | ------------------------------------------ | ------------------------------------------ | ------------------------------------------ | ------------------------------------------ | ------------------------------------------ | ------------------------------------------ | ------------------------------------------ | ------------------------------------------ |
| Temp. máx. media (°C)                      | 11                                         | 12                                         | 15                                         | 18                                         | 22                                         | 27                                         | 30                                         | 29                                         | 25                                         | 20                                         | 14                                         | 11                                         | 19.5                                       |
| Temp. media (°C)                           | 6                                          | 7                                          | 10                                         | 12                                         | 16                                         | 21                                         | 24                                         | 24                                         | 19                                         | 15                                         | 9                                          | 6                                          | 14                                         |
| Temp. mín. media (°C)                      | 2                                          | 3                                          | 5                                          | 7                                          | 11                                         | 15                                         | 17                                         | 17                                         | 14                                         | 10                                         | 6                                          | 3                                          | 9.2                                        |
| Precipitación total (mm)                   | 15                                         | 15                                         | 22.8                                       | 32.2                                       | 33.7                                       | 19.6                                       | 11.6                                       | 17.8                                       | 31.5                                       | 41.2                                       | 36.0                                       | 18.3                                       | 295                                        |
| [cita requerida]                           |                                            |                                            |                                            |                                            |                                            |                                            |                                            |                                            |                                            |                                            |                                            |                                            |                                            |

## Demografía
Aguaviva cuenta con una población de 547 habitantes (INE 2024).
| Gráfica de evolución demográfica de Aguaviva entre 1842 y 2021                                                      |
| |
| Población de derecho según los censos de población del INE Población de hecho según los censos de población del INE |

## Economía
Predominan las tradicionales actividad agrícola y ganadera (sector primario). Las condiciones agroambientales que se dan en la zona favorecen el desarrollo del olivar, los almendrales o los frutales, por ejemplo el Melocotón de Calanda, además de cultivos herbáceos (cereales de invierno). De la cabaña ganadera se obtienen productos cárnicos, entre los que destacan la cecina y el lomo embuchado de marca local. Hay 1658 hectáreas dedicadas a tierras de labor, el 39 % de la superficie municipal. Los cultivos se reparten en 929 hectáreas de herbáceos; 28 hectáreas de frutales; 62 hectáreas de olivar y 5 hectáreas de viñedo. Respecto a la actividad ganadera, la cabaña supera las 21 200 cabezas, predominando el porcino (17 583 cabezas) y el ovino (2563 cabezas). Hay también ganado bovino, caprino y cría de conejos.

## Administración y política

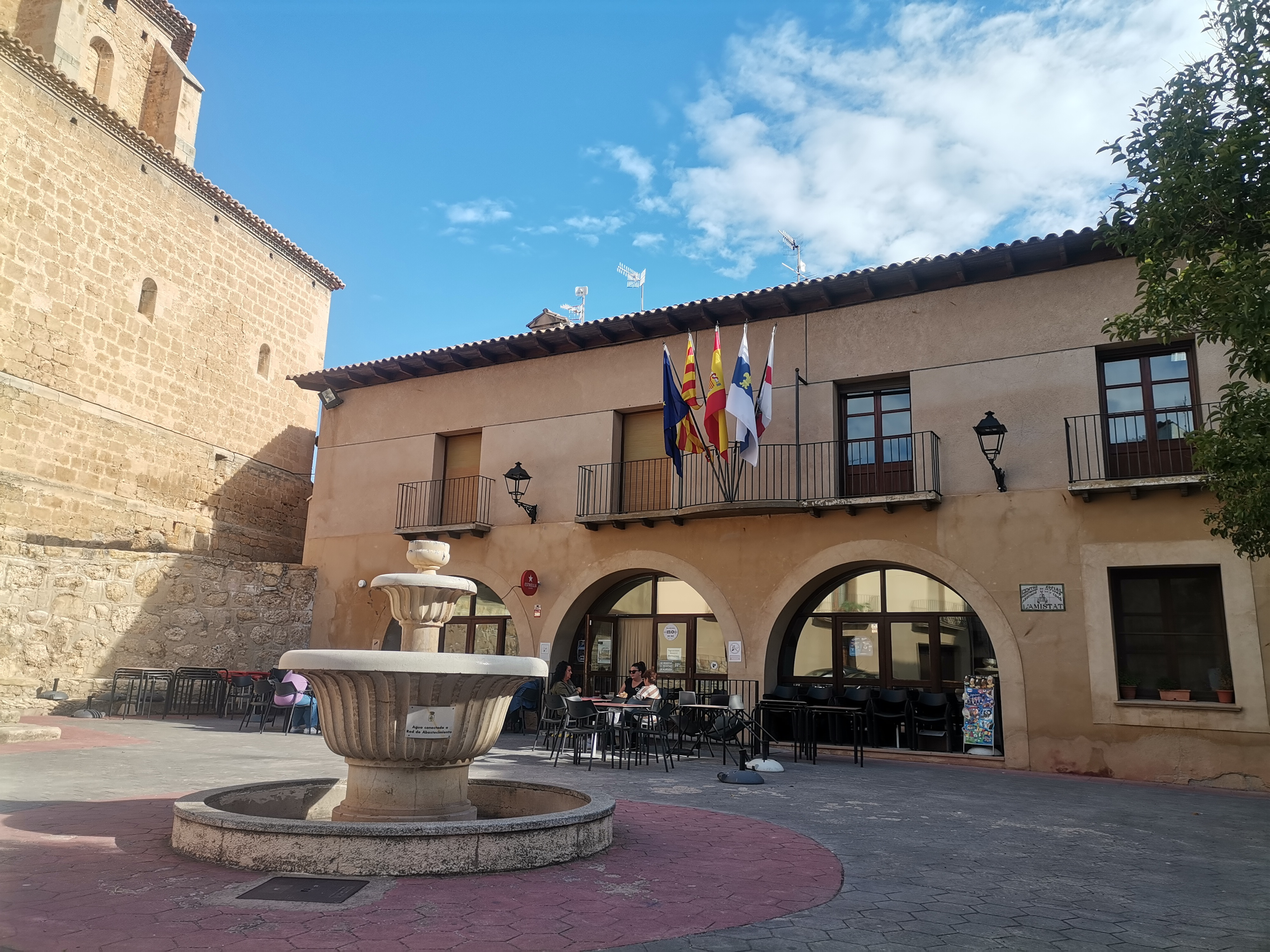
Ayuntamiento de Aguaviva

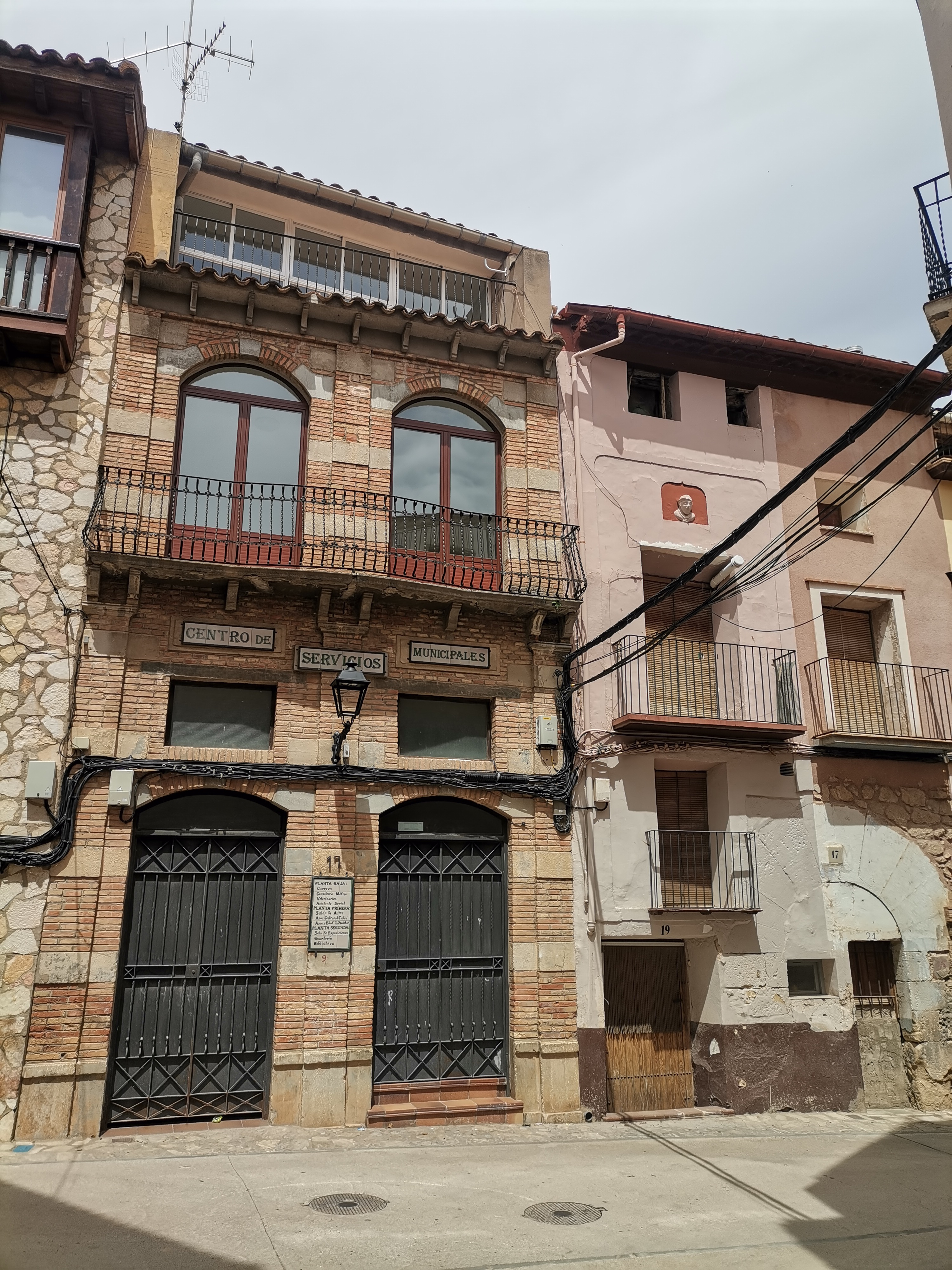
Centro de Servicios Municipales de Aguaviva

### Gobierno municipal
| Periodo   | Nombre                      | Partido | Partido                                  |
| --------- | --------------------------- | ------- | ---------------------------------------- |
| 1979-1980 | Joaquín Altabella Martí     |         | Unión de Centro Democrático (UCD)        |
| 1980-1983 | José Antonio Espada Sánchez |         | Unión de Centro Democrático (UCD)        |
| 1983-1991 | Pedro Zapater Altabella     |         | Partido Socialista Obrero Español (PSOE) |
| 1991-2005 | Luis Bricio Manzanares      |         | Partido Popular de Aragón (PP)           |
| 2005-2013 | Luis Bricio Manzanares      |         | Partido Aragonés (PAR)                   |
| 2013-2015 | Rafael Cervera Margelí      |         | Partido Aragonés (PAR)                   |
| 2015-act. | Aitor Clemente Guillén      |         | Ganar Aguaviva                           |

| Partido político    | Partido político                                   | 1979   | 1983   | 1987   | 1991   | 1995   | 1999   | 2003   | 2007   | 2011   | 2015   | 2019   | 2023   |
| Partido político    | Partido político                                   | Ediles | Ediles | Ediles | Ediles | Ediles | Ediles | Ediles | Ediles | Ediles | Ediles | Ediles | Ediles |
|                     | Ganar Aguaviva                                     | —      | —      | —      | —      | —      | —      | —      | —      | —      | 4      | 5      | 4      |
|                     | Partido Aragonés (PAR)                             | —      | —      | —      | —      | —      | —      | —      | 5      | 4      | 3      | 2      | —      |
|                     | Partido Popular de Aragón (PP)                     | —      | —      | —      | 4      | 7      | 7      | 5      | 0      | 0      | 0      | —      | 3      |
|                     | Partido de los Socialistas de Aragón (PSOE-Aragón) | —      | 7      | 7      | 3      | —      | —      | 2      | 2      | 3      | —      | —      | —      |
|                     | Unión de Centro Democrático (UCD)                  | 7      | —      | —      | —      | —      | —      | —      | —      | —      | —      | —      | —      |
| Total de concejales | Total de concejales                                | 7      | 7      | 7      | 7      | 7      | 7      | 7      | 7      | 7      | 7      | 7      | 7      |

### Iniciativa contra la despoblación
A comienzos de los 2000, hubo una iniciativa de la alcaldía de Aguaviva, que presidía la Asociación Española de Municipios Contra la Despoblación, para repoblar el lugar con familias provenientes de Sudamérica y Rumania principalmente, Esta novedosa propuesta, que fue copiada por otros 200 municipios del resto de España e incluso de algún otro país, trataba de facilitar alojamiento y trabajo a familias que vinieran con al menos dos hijos menores de doce años, con la finalidad de asentar la población. Para ello, se propuso un acuerdo entre las partes de cinco años de duración. La puesta en marcha de los programas de acogida supuso que Aguaviva pasara de tener 592 habitantes en el año 2000, a los 718 en 2008. No obstante parte de la inmigración extranjera optó por marchar a otros lugares y de nuevo Aguaviva perdió población hasta los 514 habitantes en 2019. En 2021 la población había crecido un poco hasta los 547 habitantes.

## Cultura

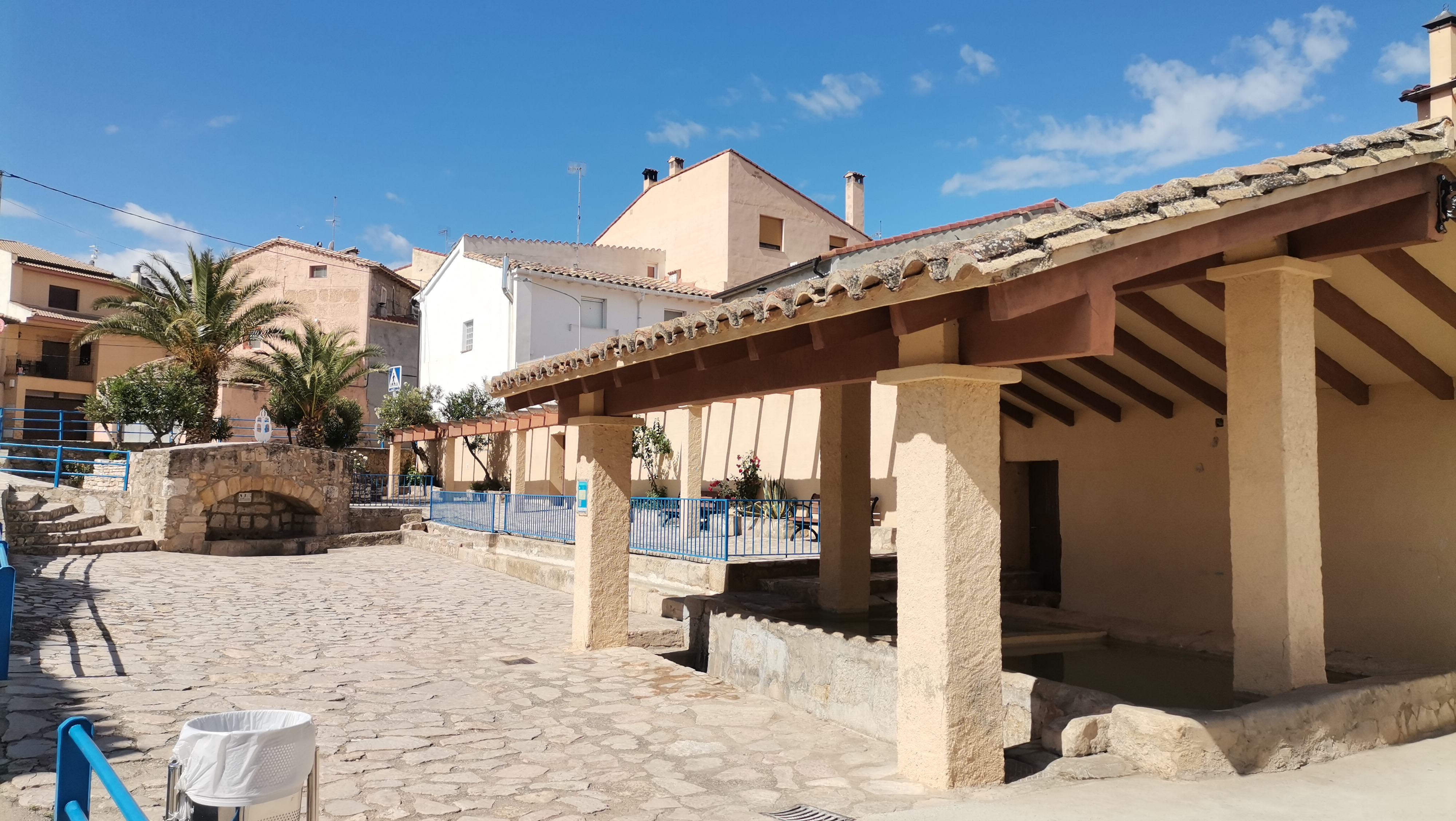
Fuente y lavadero

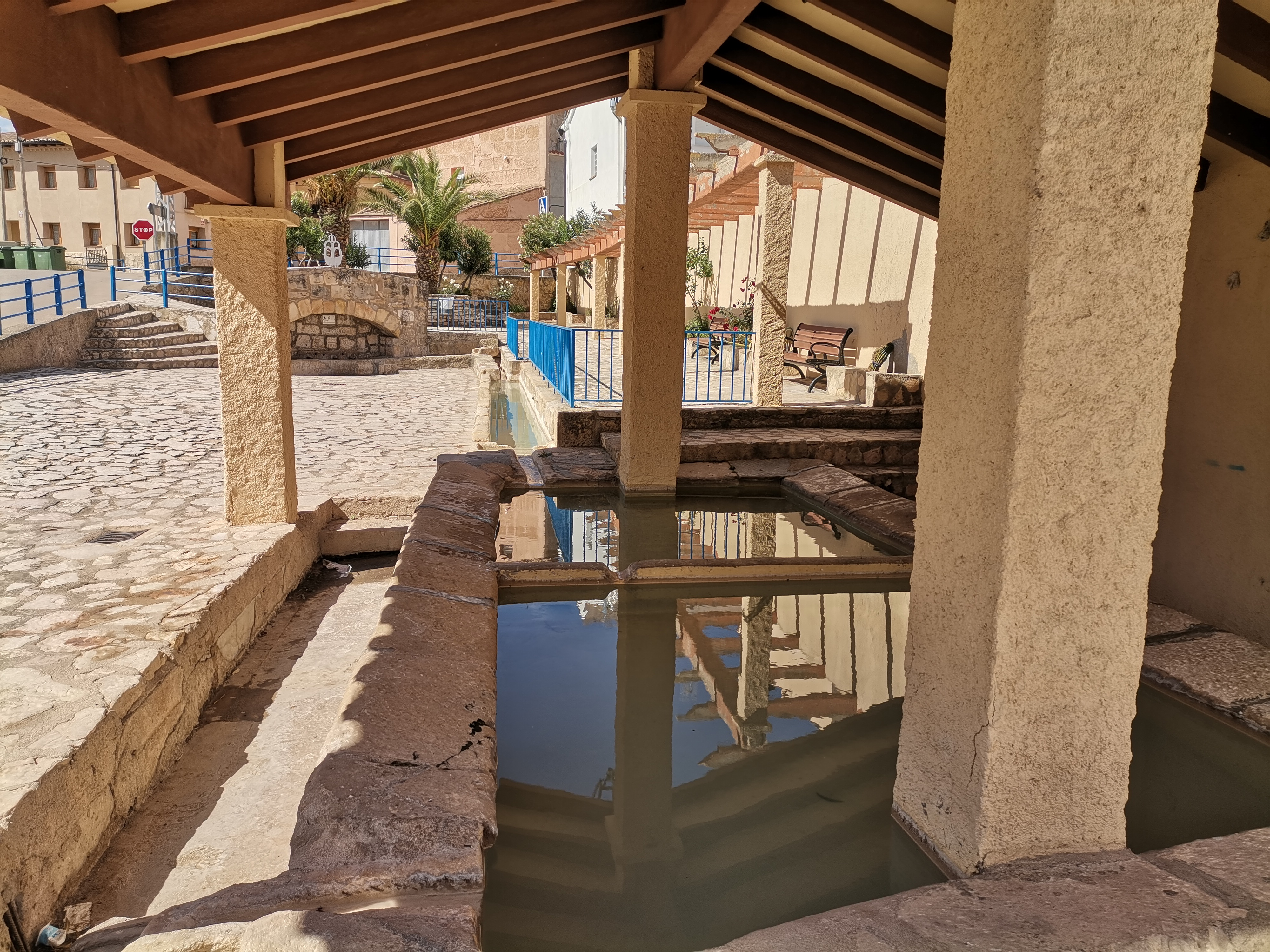
Lavadero

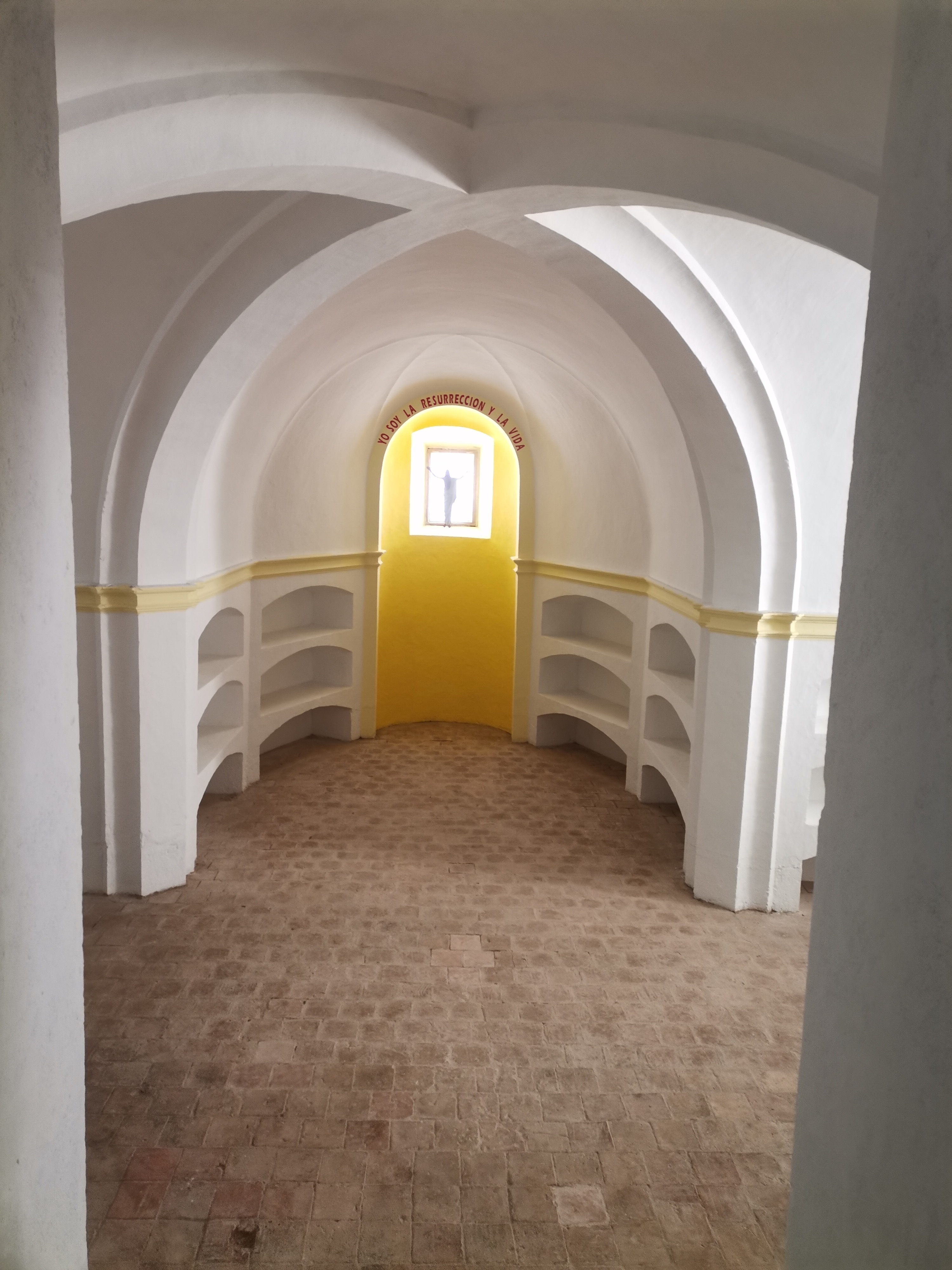
Cripta de la capilla del Misterio

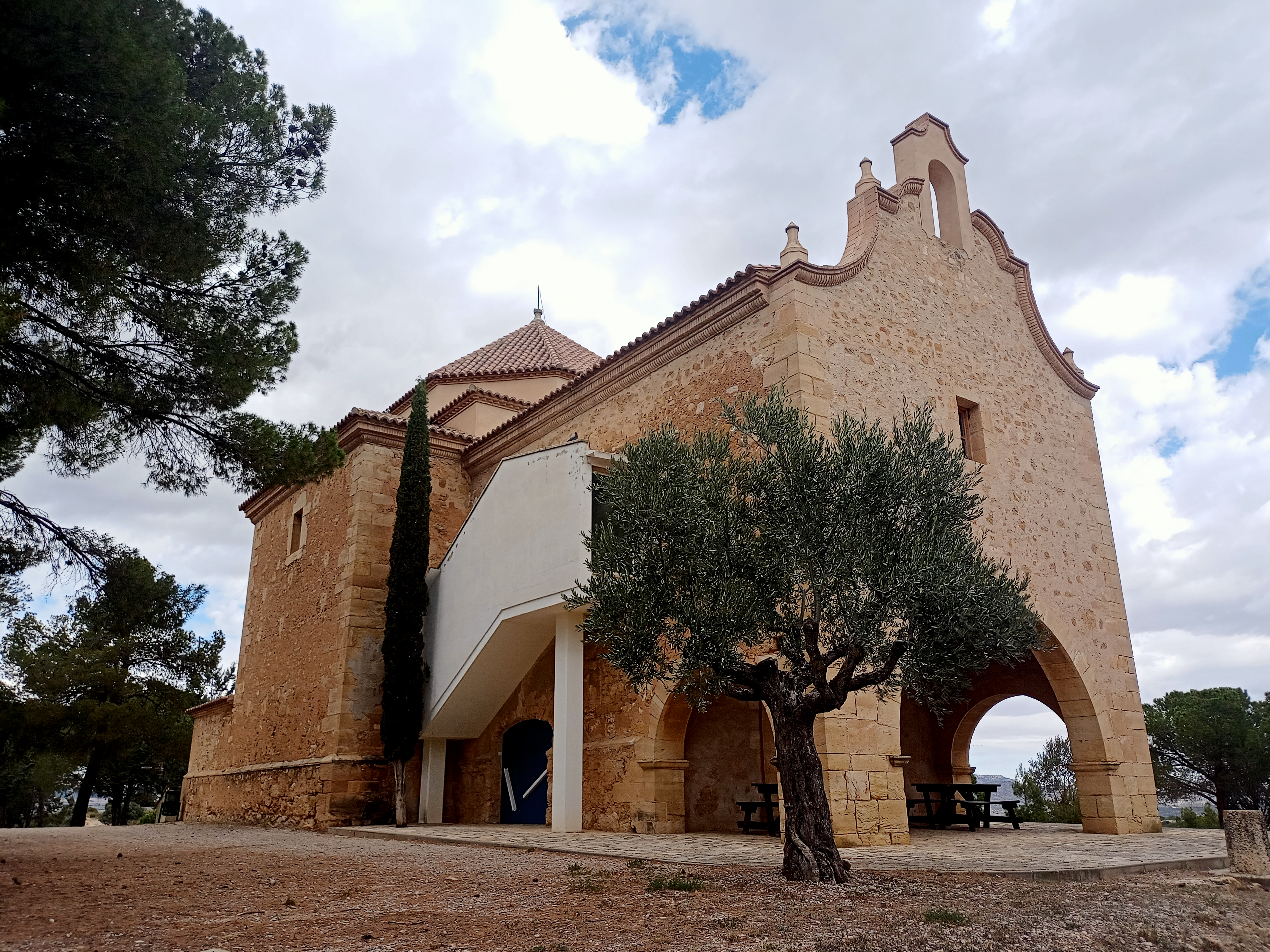
Ermita de Santa Bárbara de Aguaviva

### Patrimonio
- Iglesia parroquial de San Lorenzo

Edificio construido en el siglo XVII que se emplaza en la parte más alta de la población. Su cabecera se abre hacia una gran plaza. Es una obra de mampostería y cantería, con tres naves cubiertas con bóveda de medio cañón con lunetos en la parte central, mientras que las naves laterales lo hacen con cúpulas vaídas. La capilla mayor presenta bóveda de crucería. El interior perdió casi todo su patrimonio por la destrucción provocada al comienzo de la guerra civil. La nave mayor la preside un retablo neobarroco.
A los pies del templo, junto al lado de la Epístola, se levanta la torre-campanario con sus tres cuerpos de cantería y el superior octogonal. Portada a los pies y portada lateral de dos cuerpos con decoración de ángeles a manera de atlantes en los costados y en la parte superior decoración con un bajorrelieve alusivo a la Eucaristía, venerada en la capilla del Misterio, composición centralizada del siglo XVII, planta de cruz griega, al lado del Evangelio, en la que destaca una gran cúpula y su esbelto cimborrio de ladrillo. Debajo de la misma, cripta funeraria hoy vacía.
- Ermita de Santa Bárbara

Sencilla edificación de una sola nave, de los siglo XVII y XVIII. Construida en mampostería, sillar en las esquinas, arcos y portada. Cúpula sobre pechinas que exteriormente se manifiesta o trasdosa en un cimborrio de planta octogonal. Profundo atrio a los pies, amplio arco en el frente y dos arcos de menores dimensiones en sus laterales. Fachada rematada en perfil mixtilíneo. Hoy es un edificio privado.
- Ermita de San Gregorio

La ermita hecha en sillarejo y mampostería del siglo XVII. De planta hexagonal y cubierta con tejado piramidal. A los lados se abren vanos de forma elíptica. En el interior, bóveda elíptica de gajos que apoya sobre entablamento, en éstos se encuentran los vanos u óculos. Entre las pilastras sostienen la cubierta se abren hornacinas de medio punto.